# 驪陽陳氏
驪陽陳氏（ヨヤンジンし、朝鮮語: 여양진씨）は、朝鮮の氏族の一つ。本貫は忠清南道洪城郡である。2015年の調査では、111,065人である。
始祖は、中国北宋で右尹を歴任し、金朝の侵略から逃れるため高麗に帰化した陳琇の曾孫の陳寵厚である。陳寵厚は、仁宗の外戚李資謙の反乱を討伐に戦功を挙げ、現在の洪城である驪陽の土地と驪陽君・大将軍を叙勲され、驪陽陳氏を創始した。

## 人口分布
2015年統計によると、多くの自治体の総人口に占める比例が1%未満であるが、慶尚南道咸安郡（660人、総人口の1.08%）では1%を超えている。